# 陸上幕僚長

陸上幕僚長 （乙）階級章

陸上幕僚長 階級章略章

陆上幕僚长（りくじょうばくりょうちょう、Chief of Staff, Ground Self-Defense Force）是日本陆上自卫隊最高阶的武職，以及陆上幕僚监部的首長，相當於他國的陸軍參謀長。其职责为在防卫大臣的指挥监督下，对陆上自卫队的任务以及自卫队员（陆上自卫官）进行监督，并作为相关方面的最高幕僚协助防卫大臣。其职位为政令指定职位（7号），与警视总监同等（但并非指挥官）。

陸上幕僚長的军衔为陸將，但其階級章有別於普通陆将的三颗樱星（相当于他國的陸軍中將，见日本军衔），而是与统合幕僚长及海、空兩隊的幕僚長一樣擁有四颗樱星，相當於他國陸軍上將。

## 历任陆上幕僚长
| 任序                                     | 姓名       | 圖像 | 在任时间                      | 毕业学校                | 前任职务                              | 后任职务                               |
| ---------------------------------------- | ---------- | ---- | ----------------------------- | ----------------------- | ------------------------------------- | -------------------------------------- |
| 警察预备队中央本部長・警察预备队總隊总监 |            |      |                               |                         |                                       |                                        |
| 1                                        | 林敬三     |      | 1950年10月9日–1952年7月31日   | 東京帝国大学 1929年畢業 | 宮内廳次長                            | 第一幕僚長                             |
| 保安廳第一幕僚長                         |            |      |                               |                         |                                       |                                        |
| 1                                        | 林敬三     |      | 1952年8月1日–1954年6月30日    | 東京帝国大學 1929年畢業 | 警察预备队總隊总监                    | 首任統合幕僚会議議長                   |
| 陸上幕僚長                               |            |      |                               |                         |                                       |                                        |
| 2                                        | 筒井竹雄   |      | 1954年7月1日–1957年8月2日     | 東京帝國大學 1927年畢業 | 保安隊第1管区总监                     | 退役                                   |
| 3                                        | 杉山茂     |      | 1957年8月2日–1960年3月11日    | 陸士36期・ 陸大45期     | 陸上幕僚副長                          | 退役                                   |
| 4                                        | 杉田一次   |      | 1960年3月11日–1962年3月12日   | 陸士37期・ 陸大44期     | 東部方面总监                          | 退役                                   |
| 5                                        | 大森寛     |      | 1962年3月12日–1965年1月15日   | 東京帝國大學 1930年畢業 | 東部方面总监                          | 防衛大学校長                           |
| 6                                        | 天野良英   |      | 1965年1月16日–1966年4月29日   | 陸士43期・ 陸大52期     | 陸上幕僚副長                          | 第3任統合幕僚會議議長                  |
| 7                                        | 吉江誠一   |      | 1966年4月30日–1968年3月14日   | 陸士43期・ 陸大50期     | 統合幕僚會議事務局長 兼統合幕僚學校長 | 退役                                   |
| 8                                        | 山田正雄   |      | 1968年3月14日–1970年7月1日    | 東京帝國大學 1936年畢業 | 東部方面总监                          | 退役 →1970年10月1防衛研修所長          |
| 9                                        | 衣笠駿雄   |      | 1970年7月1日–1971年6月30日    | 陸士48期・ 陸大55期     | 陸上幕僚副長                          | 第6任統合幕僚會議議長                  |
| 10                                       | 中村龍平   |      | 1971年7月1日–1973年1月31日    | 陸士49期・ 陸大56期     | 東部方面总监                          | 第7任統合幕僚會議議長                  |
| 11                                       | 曲壽郎     |      | 1973年2月1日–1974年7月1日     | 陸士50期・ 陸大58期     | 陸上幕僚副長                          | 退役 →後任簡易裁判所判事               |
| 12                                       | 三好秀男   |      | 1974年7月1日–1976年10月15日   | 陸士53期・ 陸大59期     | 陸上幕僚副長                          | 退役                                   |
| 13                                       | 栗栖弘臣   |      | 1976年10月15日–1977年10月19日 | 東京帝国大学 1943年畢業 | 東部方面总监                          | 第10任統合幕僚会議議長                 |
| 14                                       | 高品武彦   |      | 1977年10月20日–1978年7月27日  | 陸士54期                | 東部方面总监                          | 第11任統合幕僚会議議長                 |
| 15                                       | 永野茂門   |      | 1978年7月28日–1980年2月12日   | 陸士55期                | 東部方面总监                          | 退役                                   |
| 16                                       | 鈴木敏通   |      | 1980年2月12日–1981年6月1日    | 陸士57期                | 中部方面总监                          | 退役                                   |
| 17                                       | 村井澄夫   |      | 1981年6月1日–1983年3月15日    | 陸士58期                | 中部方面总监                          | 第14任統合幕僚会議議長                 |
| 18                                       | 渡部敬太郎 |      | 1983年3月16日–1984年6月30日   | 陸士60期                | 北部方面总监                          | 第15任統合幕僚会議議長                 |
| 19                                       | 中村守雄   |      | 1984年7月1日–1986年3月17日    | 陸航士61期              | 北部方面总监                          | 退役                                   |
| 20                                       | 石井政雄   |      | 1986年3月17日–1987年12月10日  | 立教大学畢業            | 陸上幕僚副長                          | 第17任統合幕僚会議議長                 |
| 21                                       | 寺島泰三   |      | 1987年12月11日–1990年3月15日  | 東北大学畢業            | 東部方面总监                          | 第18任統合幕僚会議議長                 |
| 22                                       | 志摩篤     |      | 1990年3月16日–1992年3月16日   | 日本防卫大学1期         | 北部方面总监                          | 退役                                   |
| 23                                       | 西元徹也   |      | 1992年3月16日–1993年6月30日   | 日本防卫大学3期         | 中部方面总监                          | 第20任統合幕僚会議議長                 |
| 24                                       | 富澤暉     |      | 1993年7月1日–1995年6月30日    | 日本防卫大学4期         | 北部方面总监                          | 退役                                   |
| 25                                       | 渡邊信利   |      | 1995年6月30日–1997年7月1日    | 日本防卫大学6期         | 北部方面总监                          | 退役                                   |
| 26                                       | 藤繩祐爾   |      | 1997年7月1日–1999年3月30日    | 日本防卫大学8期         | 東部方面总监                          | 第23代統合幕僚会議議長                 |
| 27                                       | 磯島恒夫   |      | 1999年3月31日–2001年1月11日   | 日本防卫大学9期         | 北部方面总监                          | 退役                                   |
| 28                                       | 中谷正寛   |      | 2001年1月11日–2002年12月2日   | 日本防卫大学10期        | 中部方面总监                          | 退役                                   |
| 29                                       | 先崎一     |      | 2002年12月2日–2004年8月29日   | 日本防卫大学12期        | 北部方面总监                          | 第26任統合幕僚会議議長 →首任統合幕僚長 |
| 30                                       | 森勉       |      | 2004年8月30日–2007年3月28日   | 日本防卫大学14期        | 西部方面总监                          | 退役                                   |
| 31                                       | 折木良一   |      | 2007年3月28日–2009年3月23日   | 日本防卫大学16期        | 中部方面总监                          | 第3任統合幕僚長                        |
| 32                                       | 火箱芳文   |      | 2009年3月24日–2011年8月5日    | 日本防卫大学18期        | 中部方面总监                          | 退役                                   |
| 33                                       | 君塚榮治   |      | 2011年8月5日–2013年8月26日    | 日本防卫大学20期        | 東北方面总监                          | 退役                                   |
| 34                                       | 岩田清文   |      | 2013年8月27日–2016年6月30日   | 日本防卫大学23期        | 北部方面总监                          | 退役                                   |
| 35                                       | 岡部俊哉   |      | 2016年7月1日–2017年8月7日     | 日本防卫大学25期        | 北部方面总监                          |                                        |
| 36                                       | 山崎幸二   |      | 2017年8月8日–2019年3月31日    | 日本防卫大学27期        | 北部方面总监                          |                                        |
| 37                                       | 湯淺悟郎   |      | 2019年4月1日–2021年3月25日    | 日本防卫大学28期        | 西部方面总监                          |                                        |
| 38                                       | 吉田圭秀   |      | 2021年3月26日–2023年3月29日   | 東京大學1986年畢業      | 陸上總隊司令官                        |                                        |
| 39                                       | 森下泰臣   |      | 2023年3月30日–                | 防衛大学校第32期        | 東部方面総監                          |                                        |